# Lo scialle lucente
Lo scialle lucente (The Bright Shawl) è un film muto del 1923 diretto da John S. Robertson. Sceneggiato da Edmund Goulding, il soggetto era un dramma storico tratto dal romanzo omonimo di Joseph Hergesheimer pubblicato a New York nel 1922.

## Trama
Nella Cuba del 1850, un ricco avventuriero, Charles Abbott, si innamora della sorella del suo amico Andrés, Narcissa, la quale ricambia il suo sentimento. Ma, per ottenere informazioni sugli spagnoli, Abbott comincia a frequentare La Clavel, una bella cubana, provocando i sospetti di Narcissa. Pilar, una spia spagnola, scopre la rete di spionaggio e vuole intrappolare tutti gli informatori, compresa la famiglia Escobar. Charles peggiora la sua posizione agli occhi di Narcissa restando implicato nella morte di Andrés, mentre lui viene salvato dalla Clavel, che sacrifica la sua vita per lui. Sarà un cavalleresco ufficiale spagnolo a permettere la fuga negli Stati Uniti di Charles, Narcissa e della madre di lei, Carmencita.

## Produzione
Il film fu prodotto da Charles H. Duell per l'Inspiration Pictures. Venne girato all'Avana, a Cuba.

## Distribuzione
Il copyright del film, richiesto dalla Inspiration Pictures, fu registrato il 16 aprile 1923 con il numero LP18873.
Distribuito dall'Associated First National Pictures, il film uscì nelle sale cinematografiche statunitensi il 22 aprile 1923, dopo una prima tenuta a New York il 9 aprile.
Nel 1924, il film venne distribuito in Finlandia il 21 settembre. In Italia uscì nel gennaio 1925.
Un positivo della pellicola in 35 mm viene conservato negli archivi dell'UCLA Film and Television Archive.